# Paretroplus polyactis
Paretroplus polyactis Bleeker, 1878 è un pesce di acqua dolce appartenente alla famiglia Cichlidae ed alla sottofamiglia Etroplinae.

## Descrizione
Presenta un corpo ovale, molto compresso lateralmente, con una colorazione marrone chiara, più pallida sul ventre, con spesso striature più scure verticali. Le pinne sono marroni.
La lunghezza massima registrata è di 22 cm.

## Distribuzione e habitat
È endemico del Madagascar, in particolare della parte orientale dell'isola.

## Conservazione
Viene classificato come "vulnerabile" dalla lista rossa IUCN perché, soprattutto a causa della deforestazione e della perdita di habitat, la sua popolazione è in calo.